# Grand-Prix Triberg-Schwarzwald 2009
Il Grand-Prix Triberg-Schwarzwald 2009, settima edizione della corsa, valido come evento del circuito UCI Europe Tour 2009 categoria 1.1, fu disputato il 6 giugno 2009 per un percorso di 150 km. Fu vinto dal tedesco Heinrich Haussler, della squadra Cervelo, al traguardo con il tempo di 4h 11' 43" alla media di 35,75 km/h.
Alla partenza erano presenti 90 ciclisti, dei quali 20 portarono a termine il percorso.

## Ordine d'arrivo (Top 10)
| Pos. | Corridore            | Squadra       | Tempo    |
| ---- | -------------------- | ------------- | -------- |
| 1    | Heinrich Haussler    | Cervélo       | 4h11'43" |
| 2    | Jan Bakelants        | Topsport Vl.  | a 5"     |
| 3    | Johannes Fröhlinger  | Team Milram   | a 15"    |
| 4    | Thomas De Gendt      | Topsport Vl.  | a 35"    |
| 5    | Christophe Moreau    | Agritubel     | s.t.     |
| 6    | Patrik Sinkewitz     | PSK Whirlpool | a 2'58"  |
| 7    | Eduardo Gonzalo      | Agritubel     | a 3'42"  |
| 8    | Peter Velits         | Team Milram   | a 8'14"  |
| 9    | Pieter Vanspeybrouck | Topsport Vl.  | a 13'25" |
| 10   | Peter Wrolich        | Team Milram   | s.t.     |